# Annemarie Sanders
Pour les articles homonymes, voir Sanders.
Annemarie Sanders-Keijzer, née le 3 avril 1958 à Koog aan de Zaan, est une cavalière de dressage néerlandaise.

## Biographie
Annemarie Sanders dispute les Jeux olympiques d'été de 1984, 1988 et 1992, remportant une médaille d'argent en dressage par équipe en 1992.
Elle est aussi médaillée d'argent aux Championnats du monde de dressage 1986 et médaillée de bronze par équipe aux Championnats d'Europe de dressage 1987.